# Oribatella hungarica
Oribatella hungarica är en kvalsterart som beskrevs av Balogh 1943. Oribatella hungarica ingår i släktet Oribatella och familjen Oribatellidae. Inga underarter finns listade i Catalogue of Life.